# Golfo Nuevo
A Golfo Nuevo (spanyol nevének jelentése: új öböl) az Atlanti-óceán egyik öble Argentína partvidékén.
Patagónia északi, azon belül Chubut tartomány északkeleti részén található a Valdés-félszigettől délnyugatra, a Carlos Ameghino-földszorostól délre. Közigazgatásilag Biedma megye részét képezi. Bejárata az óceán felől délkeleti oldalán található, ennek szélessége körülbelül 16 km. Maga az öböl legszélesebb részén közel 70 km-es. Mély és nyugodt vizei kedveznek a búvárkodásnak.
Nyugati partján fekszik Biedma székhelye, Puerto Madryn kikötővárosa, északkeleten egy kisebb település, Puerto Pirámides. Előbbi közelében található az öböl partján a Punta Loma nevű  természetvédelmi terület.
Minden évben szeptembertől decemberig tart a bálnamegfigyelési csúcsszezon az öbölben. Ebben az időszakban számos turista érkezik ide, főleg a Puerto Madryntől 15 km-re található El Doradillo nevű partvidéki természetvédelmi területre, ahova a belépés ingyenes, és ahonnan a legjobban lehet látni az állatokat, de vannak, akik csónakkal vagy hajóval szállnak a vízre, és onnan figyelik a bálnákat.

## Képek

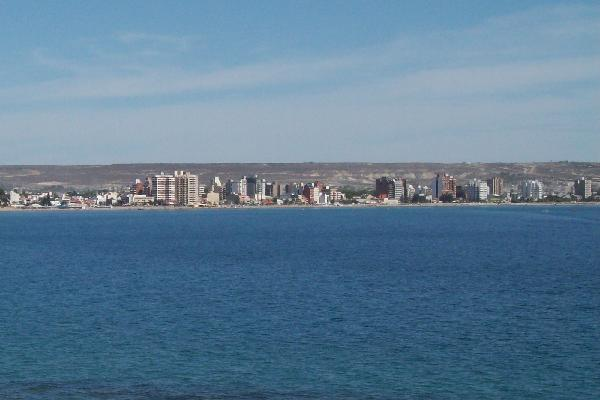
Az öböl Puerto Madrynnál
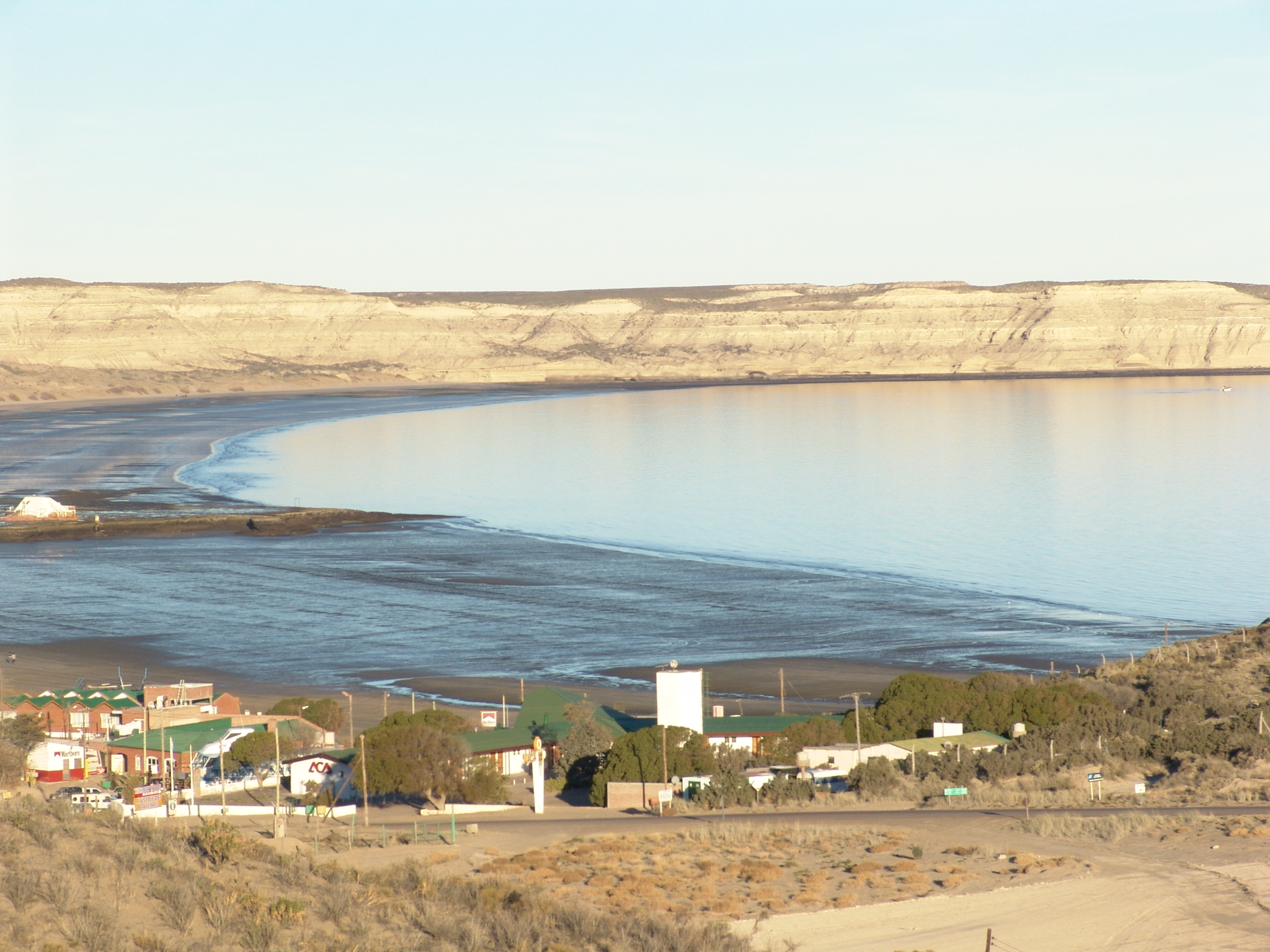
Az öböl Puerto Pirámidesnél
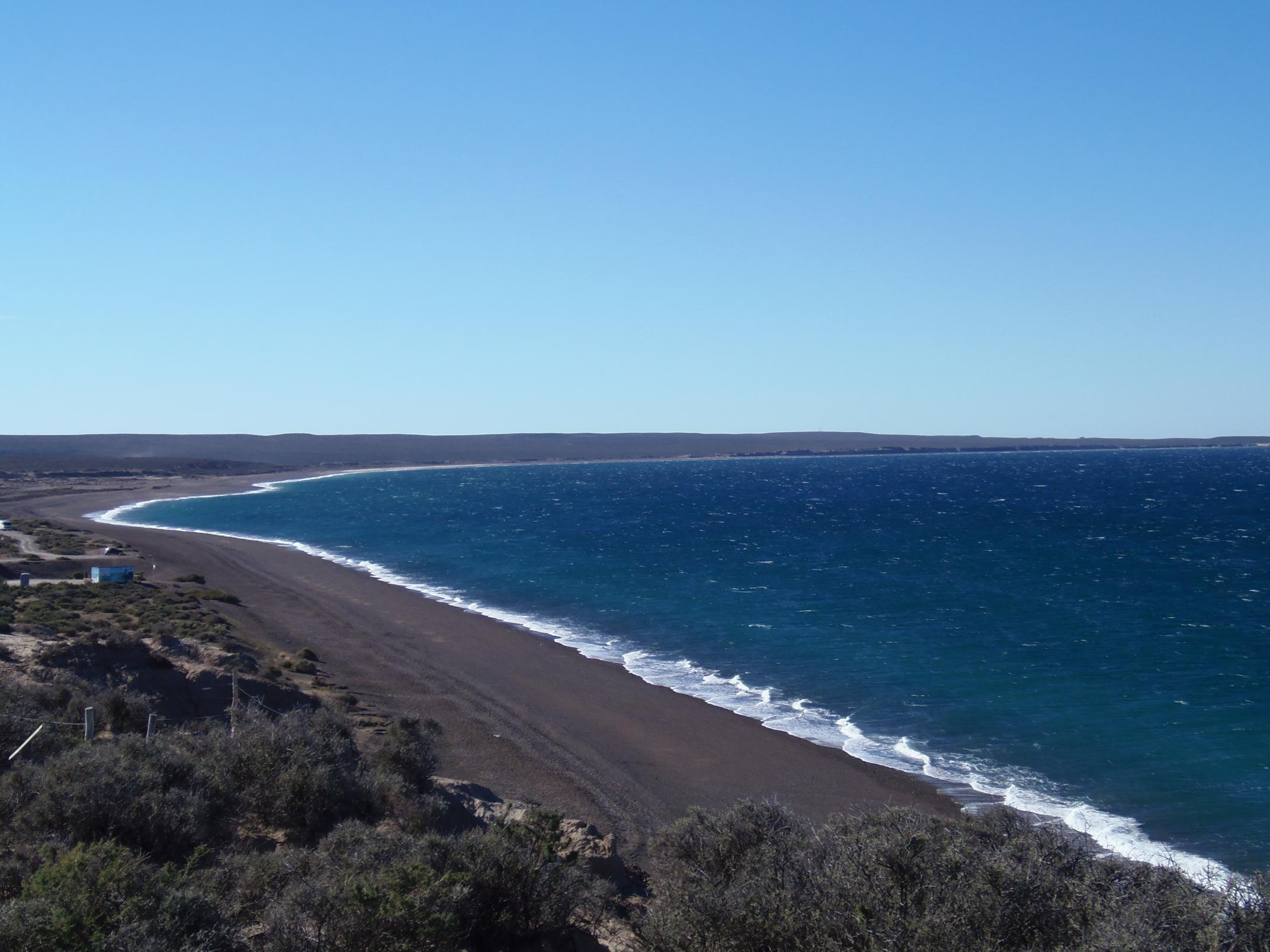
Az öböl nyugati partjai
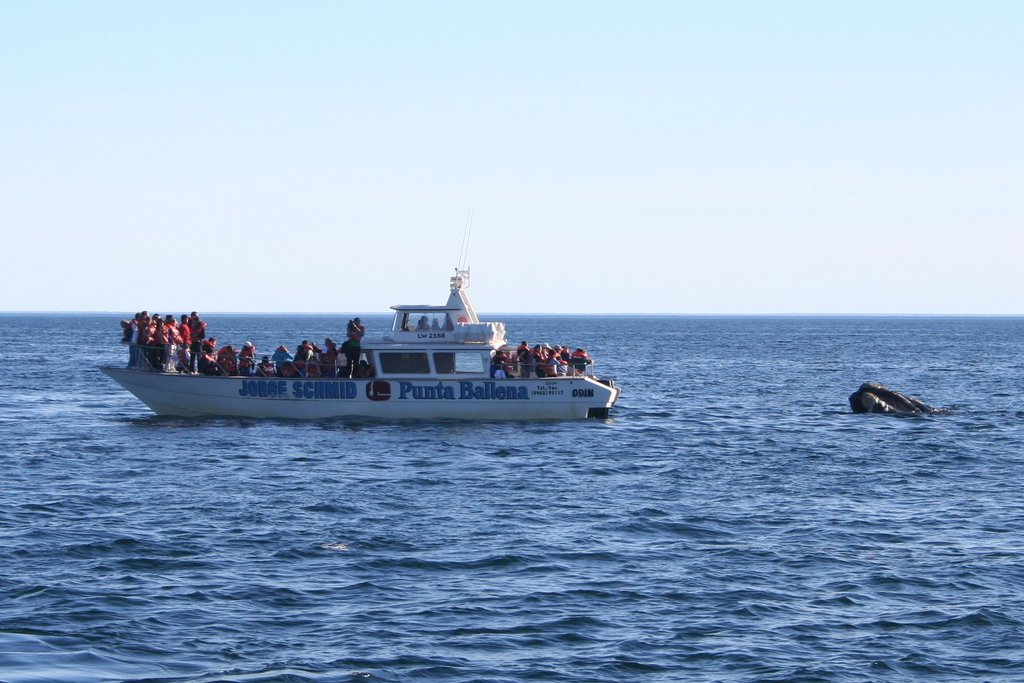
Bálnamegfigyelés